# Љиљана Ерчевић
Љиљана Ерчевић (Прокупље, 1951) српска је сликарка.

## Биографија
Рођена је 1951. године у Бучићу код Прокупља. Академију ликовних уметности и магистратуру завршила у класи професора Бошка Карановића 1978. године. Члан је УЛУС-а од 1975. године.
Редовни је професор на Факултету уметности у Приштини – Звечан од 1996. године.
Имала је 25 самосталних изложби и већи број колективних изложби у земљи и иностранству. Године 1978. освојила је награду "Ђ. Андрејевиц Кун" за најбољу графику генерације ФЛУ у Београду. Добитница је многобројних диплома и признања за педагошки рад у настави. Објавила је и пар књига:
- Креативност и таленат ученика у настави ликовне културе, Звечан 2003.[1]
- Методика ликовног образовања, Звечан, 2005
- Мислим у боји, 2008. год, Београд[2]